# Halesus calabrus
Halesus calabrus là một loài Trichoptera trong họ Limnephilidae. Chúng phân bố ở miền Cổ bắc.